# أنغيز
أنغيز هي قرية في مقاطعة سراب، إيران. عدد سكان هذه القرية هو 195 في سنة 2006.